# Cochranella orejuela
Cochranella orejuela är en groddjursart som först beskrevs av William Edward Duellman och Patricia A. Burrowes 1989.  Cochranella orejuela ingår i släktet Cochranella och familjen glasgrodor. IUCN kategoriserar arten globalt som otillräckligt studerad. Inga underarter finns listade i Catalogue of Life.